# James Buchli
James Frederick Buchli ( * 20. června 1945 v New Rockfordu, Jižní Dakota, USA) je americký vojenský pilot a kosmonaut z letů s raketoplány Space Shuttle.

## Život

### Mládí a výcvik
Po základní a střední škole pokračoval ve studiích na námořní škole zkušebních pilotů v Patuxent Riveru ve státě Maryland (United States Naval Academy). Byl mistrem světa ve vědním oboru leteckých soustav. V roce 1978 byl vybrán do skupiny připravujících se kosmonautů, to už byl ženatý, měl dvě děti a vojenskou hodnost kapitána.. Do vesmíru se dostal jako 157 člověk ze Země.

### Lety do vesmíru
Po sedmiletém výcviku se stal členem posádky raketoplánu Discovery, třídenní ryze vojenské mise STS-51-C. Pětičlennou posádku tvořili samí důstojníci: komodor Thomas Mattingly, major Gary Payton, pplk. Loren Shriver, major Ellison Onizuka a pplk. James Buchli. Během utajovaného letu byla vypuštěna špionážní družice Magnum. Start i cíl byl na Kennedyho vesmírném středisku na mysu Canaveral.
Ještě téhož roku letěl podruhé a to na palubě raketoplánu Challeger k sedmidennímu letu STS-61-A. Osmičlennou posádku tvořili: Henry Hartsfield, Steven Nagel, James Buchli, Guion Bluford, Bonnie Dunbarová, Wubbo Ockels z Nizozemska a Ernst Messerschmid a Reinhard Furrer, oba z NSR. Velká posádka rozdělená na dvě směny provedla mnoho desítek vědeckých experimentů. Na palubě měli laboratoř Spacelab D1 a během letu vypustili družici GLOMR.
Potřetí se dostal na palubu Discovery po čtyřleté pouze. Čtyřdenní let STS-29 odstartoval na Floridě, mys Canaveral, na palubě byli: Michael Coats (velitel), John Blaha (pilot), James Buchli, Robert Springer a James Bagian. Během letu vypustili družici TDRS, provedli řadu experimentů a v pořádku přistáli za asistence 450 000 diváků na základně Edwards v Kalifornii.
Počtvrté a naposled letěl na podzim roku 1991. Bylo mu 46 let. Pětidenní mise STS-48 opět s raketoplánem Discovery se mimo Buchliho zúčastnili kosmonauti John Creighton, Kenneth Reightler, Charles Gemar a Mark Brown. Pětičlenná posádka během letu vypustila družici UARS. Zbytek letu byl věnován různým vědeckým pokusům. Kvůli počasí místo na Floridě přistáli na základně Edwards.
Během svých 4 letů strávil ve vesmíru 20 dní.
- STS-51-C Discovery (24. ledna 1985 – 27. ledna 1985)
- STS-61-A Challenger (30. října 1985 – 6. listopadu 1985)
- STS-29 Discovery ( 13. března 1989 – 18. března 1989)
- STS-48 Discovery (12. září 1991 – 18. září 1991)

### Po ukončení letů
Po odchodu z NASA byl zaměstnán v roce 1993 u firmy Boeing Defense and Space Group.

## Vyznamenání

### Americká vyznamenání
- Defense Superior Service Medal
- Legion of Merit
- Purpurové srdce
- Defense Meritorious Service Medal
- Navy and Marine Corps Commendation Medal

### Zahraniční vyznamenání
- Kříž za statečnost (Jižní Vietnam)